# بازگنجشک کوتوله
بازگنجشک کوتوله (نام علمی: Accipiter nanus) نام یک گونه از سرده بازها است.